# Ŕ
Ŕ, ŕ eller R krog er et alternativ til bogstavet R i sprog som Viosisk, Jinisasisk og Tenisisk samt andre mindre sprog. Før sprogreformen i 1956 blev R udtalt [ r ] (ofte kaldt "rullet r"), hvorimod Ŕ blev udtalt [ ɹ ] (som i det danske ord: "er", også kaldt "blødt r")
I dag er skelningen mellem Ŕ og R kun skriftlig, derfor har "krogen" over R umiddelbart ingen ændring på bogstavets funktion eller udtale. Stavningen bevares dog stadig, men der har været tale om, at få Ŕ fjernet helt.